# بويسي
بويسي، أيداهو Boise عاصمة ولاية أيداهو الأمريكية وأكبر مدينة فيها، وهي كذلك مركز مقاطعة أدا. تقع المدينة على نهر بويسي في جنوب غرب آداهو، وبلغ عدد سكانها 205,671 نسمة في تعداد عام 2010، ما يجعل ترتيبها التاسع والتسعين بين أكبر مدن البلاد سكانا. وقدر عدد سكانها بنحو 223,154 نسمة في عام 2016.
تضم منطقة بويسي نامبا الحضرية، والمعروفة أيضا باسم وادي الكنز، خمس مقاطعات يبلغ عدد سكانها مجتمعة 664,422، وهي أكبر منطقة حضرية سكانا في ولاية آيداهو. وتضم ثلاث من أكبر مدن الولاية: بويسي، نامبا، ميريديان. بويسي هي ثالث أكبر منطقة حضرية سكانية ومدينة في منطقة شمال غرب المحيط الهادئ في الولايات المتحدة، بعد سياتل وبورتلاند.

## التركيبة السكانية
حدّد مكتب تعداد الولايات المتحدة بيانات التركيبة السكانية لبويسي في تعداد الولايات المتحدة. في ما يلي، التركيبة السكانية حسب تعدادي 2000 و2010.

### تعداد عام 2000
بلغ عدد سكان بويسي 185,787 نسمة بحسب تعداد عام 2000، وبلغ عدد الأسر 74,438 أسرة وعدد العائلات 46,493 عائلة مقيمة في المدينة. في حين سجلت الكثافة السكانية 846.6 نسمة لكل كيلومتر مربع (2,192.7/ميل2). وبلغ عدد الوحدات السكنية 77,850 وحدة بمتوسط كثافة قدره 354.8 لكل كيلومتر مربع (918.9/ميل2).
وتوزع التركيب العرقي للمدينة بنسبة 92.15% من البيض و0.77% من الأمريكيين الأفارقة و0.70% من الأمريكيين الأصليين و2.08% من الأمريكيين ذوي الأصول الآسيوية و0.16% من سكان جزر المحيط الهادئ و1.74% من الأعراق الأخرى و2.39% من عرقين مختلطين أو أكثر و4.53% من الهسبانيون أو اللاتينيون من أي عرق.
بلغ عدد الأسر 74,438 أسرة كانت نسبة 34.3% منها لديها أطفال تحت سن الثامنة عشر تعيش معهم، وبلغت نسبة الأزواج القاطنين مع بعضهم البعض 48.7% من أصل المجموع الكلي للأسر، ونسبة 10% من الأسر كان لديها معيلات من الإناث دون وجود شريك، بينما كانت نسبة 3.8% من الأسر لديها معيلون من الذكور دون وجود شريكة وكانت نسبة 37.5% من غير العائلات. تألفت نسبة 28% من أصل جميع الأسر من عدة أفراد يعيشون في نفس المنزل ونسبة 7.9% كانت تتألف من شخص يعيش بمفرده يبلغ من العمر 65 عاماً أو أكثر. وبلغ متوسط حجم الأسرة المعيشية 2.44، أما متوسط حجم العائلات فبلغ 3.03.
بلغ العمر الوسطي للسكان 32.8 عاماً. وكانت نسبة 25.2% من القاطنين تحت سن الثامنة عشر، وكانت نسبة 11.1% بين الثامنة عشر والرابعة والعشرين عاماً، ونسبة 31.7% كانت واقعةً في الفئة العمرية ما بين الخامسة والعشرين والرابعة والأربعين عاماً، ونسبة 20.4% كانت ما بين الخامسة والأربعين والرابعة والستين، ونسبة 9.4% كانت ضمن فئة الخامسة والستين عاماً فما فوق. يوجد لكل 100 أنثى 97.2 ذكر، ويوجد لكل 100 أنثى في الثامنة عشر من عمرها فما فوق 94.6 ذكر.
بلغ متوسط دخل الأسرة في المدينة 39,722 دولارًا، أما متوسط دخل العائلة فبلغ 49,411 دولارًا. وكان متوسط دخل الذكور 35,433 دولارًا مقابل 26,092 دولارًا للإناث. وسجل دخل الفرد الخاص بالمدينة 23,204 دولارًا. وكانت نسبة 7.1% من العائلات ونسبة 10.3% من السكان تحت خط الفقر، وكان من هؤلاء نسبة 13.1% تحت سن الثامنة عشر ونسبة 5.9% في الخامسة والستين من العمر وما فوق.

### تعداد عام 2010
بلغ عدد سكان بويسي 205,671 نسمة بحسب تعداد عام 2010، وبلغ عدد الأسر 85,704 أسرة وعدد العائلات 50,647 عائلة مقيمة في المدينة. في حين سجلت الكثافة السكانية 937.2 نسمة لكل كيلومتر مربع (2,427.3/ميل2). وبلغ عدد الوحدات السكنية 92,700 وحدة بمتوسط كثافة قدره 422.4 لكل كيلومتر مربع (1,094.0/ميل2).
وتوزع التركيب العرقي للمدينة بنسبة 88.97% من البيض و1.48% من الأمريكيين الأفارقة و0.68% من الأمريكيين الأصليين و3.16% من الأمريكيين ذوي الأصول الآسيوية و0.22% من سكان جزر المحيط الهادئ و2.50% من الأعراق الأخرى و2.98% من عرقين مختلطين أو أكثر و7.10% من الهسبانيون أو اللاتينيون من أي عرق.
بلغ عدد الأسر 85,704 أسرة كانت نسبة 29.6% منها لديها أطفال تحت سن الثامنة عشر تعيش معهم، وبلغت نسبة الأزواج القاطنين مع بعضهم البعض 44.3% من أصل المجموع الكلي للأسر، ونسبة 10.3% من الأسر كان لديها معيلات من الإناث دون وجود شريك، بينما كانت نسبة 4.5% من الأسر لديها معيلون من الذكور دون وجود شريكة وكانت نسبة 40.9% من غير العائلات. تألفت نسبة 30.6% من أصل جميع الأسر من عدة أفراد يعيشون في نفس المنزل ونسبة 8.6% كانت تتألف من شخص يعيش بمفرده يبلغ من العمر 65 عاماً أو أكثر. وبلغ متوسط حجم الأسرة المعيشية 2.36، أما متوسط حجم العائلات فبلغ 2.97.
بلغ العمر الوسطي للسكان 35.3 عاماً. وكانت نسبة 22.7% من القاطنين تحت سن الثامنة عشر، وكانت نسبة 11.2% بين الثامنة عشر والرابعة والعشرين عاماً، ونسبة 28.8% كانت واقعةً في الفئة العمرية ما بين الخامسة والعشرين والرابعة والأربعين عاماً، ونسبة 26.1% كانت ما بين الخامسة والأربعين والرابعة والستين، ونسبة 11.2% كانت ضمن فئة الخامسة والستين عاماً فما فوق. وتوزع التركيب الجنسي للسكان بنسبة 49.4% ذكور و50.6% إناث.

## توأمة
لبويسي اتفاقيات توأمة مع:
- غرنيكا

## أعلام
- كريستين سثرلاند
- كاثرين غراهام
- جين هاريس
- جيريمي شادا
- مورين أوهارا
- ريجنالد أوين
- جيمس جيسس أنغليتون
- توري ويلسون
- روبرت أدلر
- هوارد دبليو. هنتر